# Kaiserthermen (Trier)

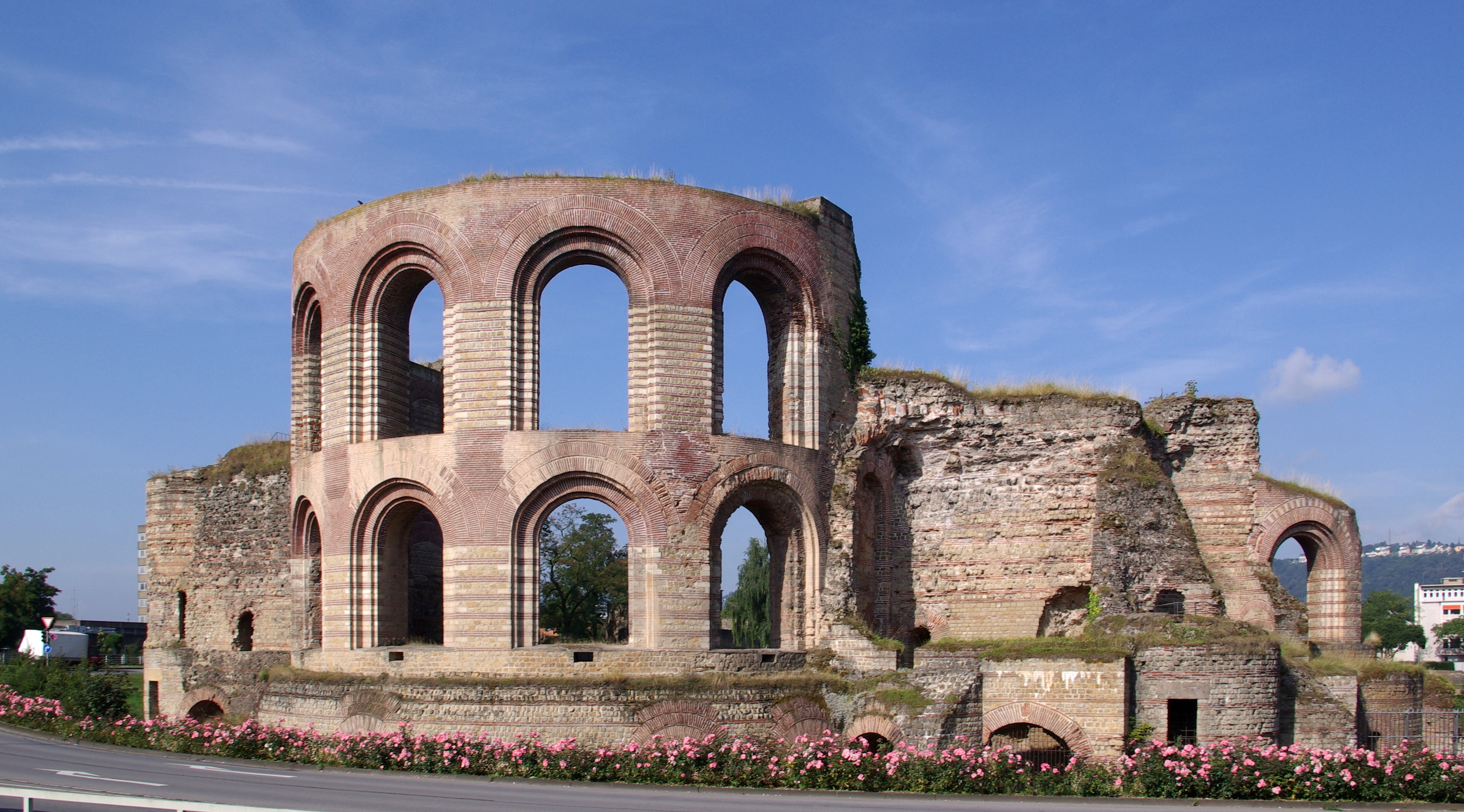
Außenansicht von Osten (Zustand 2009).

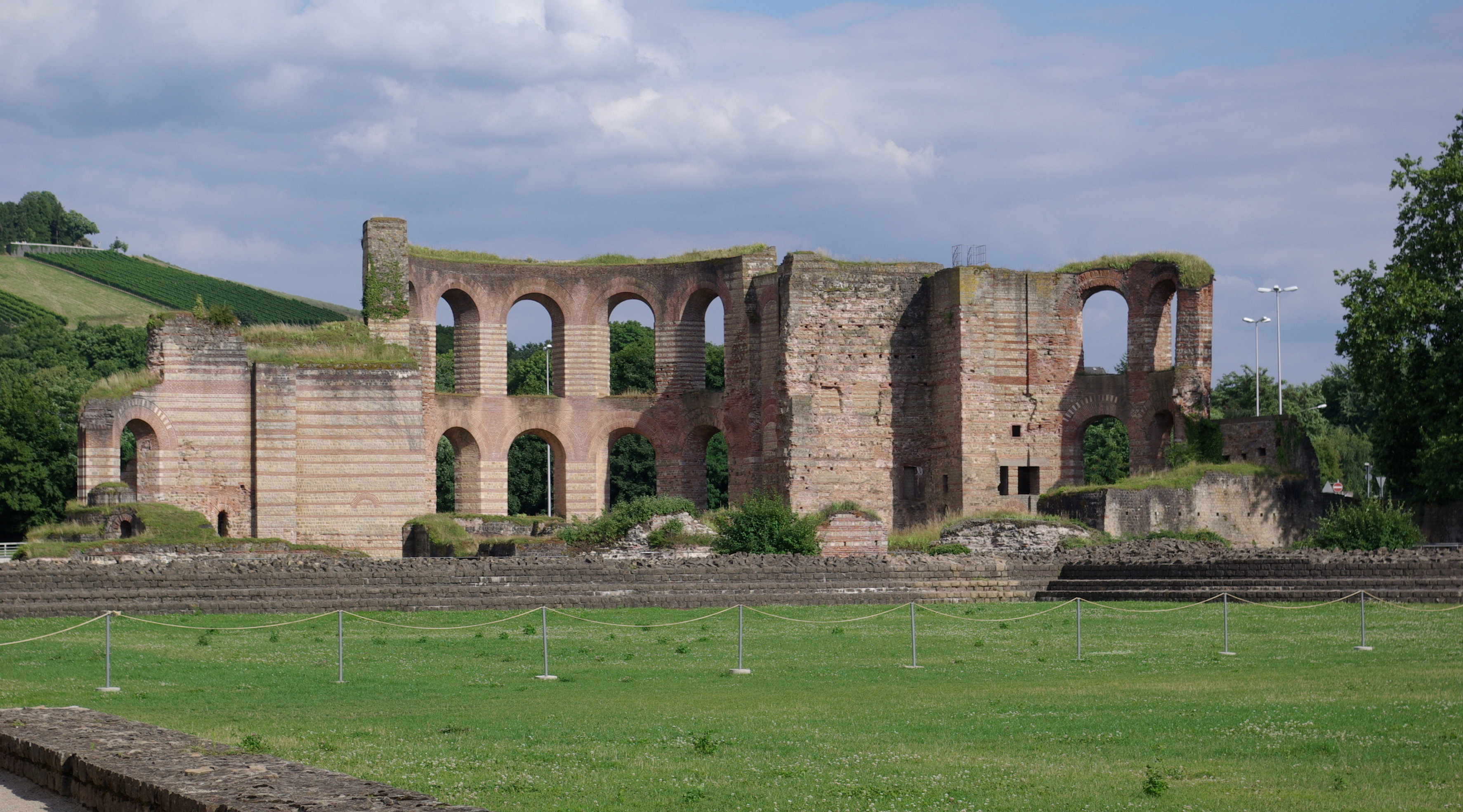
Innenansicht vom westlichen Rand der Palaestra nach Südosten (Zustand 2009).

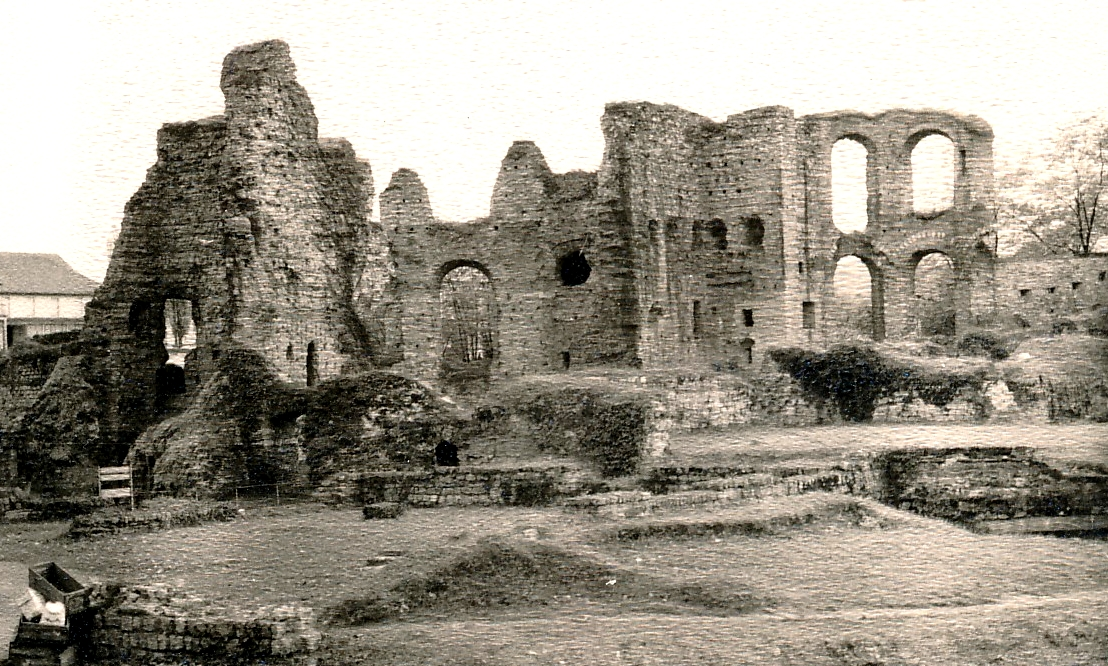
Innenansicht vor den Rekonstruktionsmaßnahmen 1983/84 (Zustand 1970)

Die Kaiserthermen sind die monumentalen Überreste einer großflächig geplanten spätantiken römischen Badeanlage und späteren Reiterkaserne, die sich im Zentrum der rheinland-pfälzischen Stadt Trier erhalten haben. Der Bau mit seinen teilweise noch 19 Meter hoch erhaltenen Mauern gehört zu den größten römischen Thermen nördlich der Alpen und ist seit 1986 Teil des UNESCO-Welterbes in Trier. Als Kulturdenkmal steht der Bau seit 1989 unter Denkmalschutz und gilt als Kulturgut nach der Haager Konvention. Trotz ihrer vorgesehenen Größe wären die niemals fertiggestellten Kaiserthermen nicht die größten Badebauten Triers gewesen, da sie darin von den wesentlich älteren Barbarathermen übertroffen wurden. Heute ist das Gelände der Thermen als Archäologischer Park ausgewiesen. Weitere Thermen in Trier waren die Thermen am Viehmarkt.

## Forschungsgeschichte

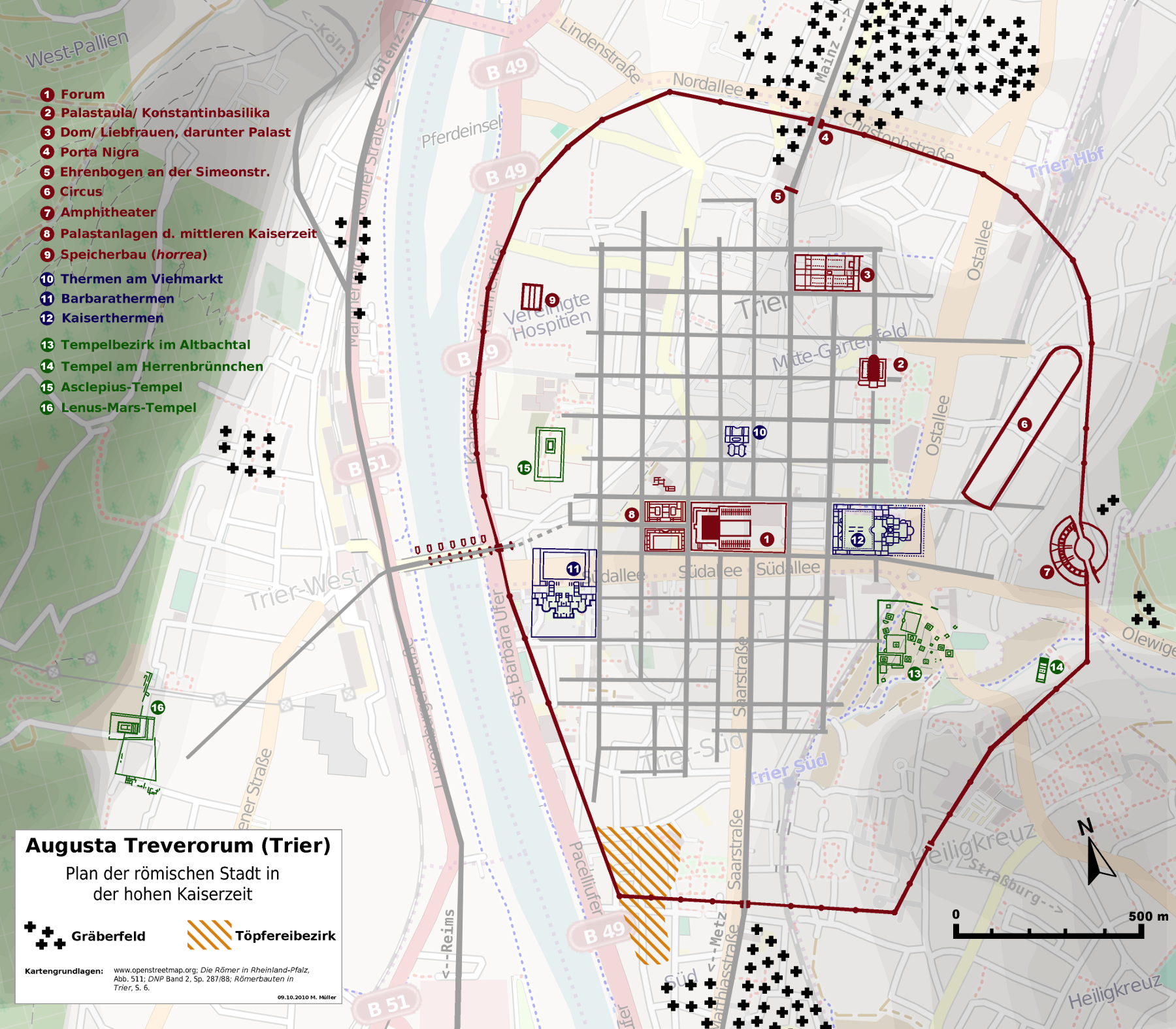
Stadtplan Triers in der spätrömischen Kaiserzeit.

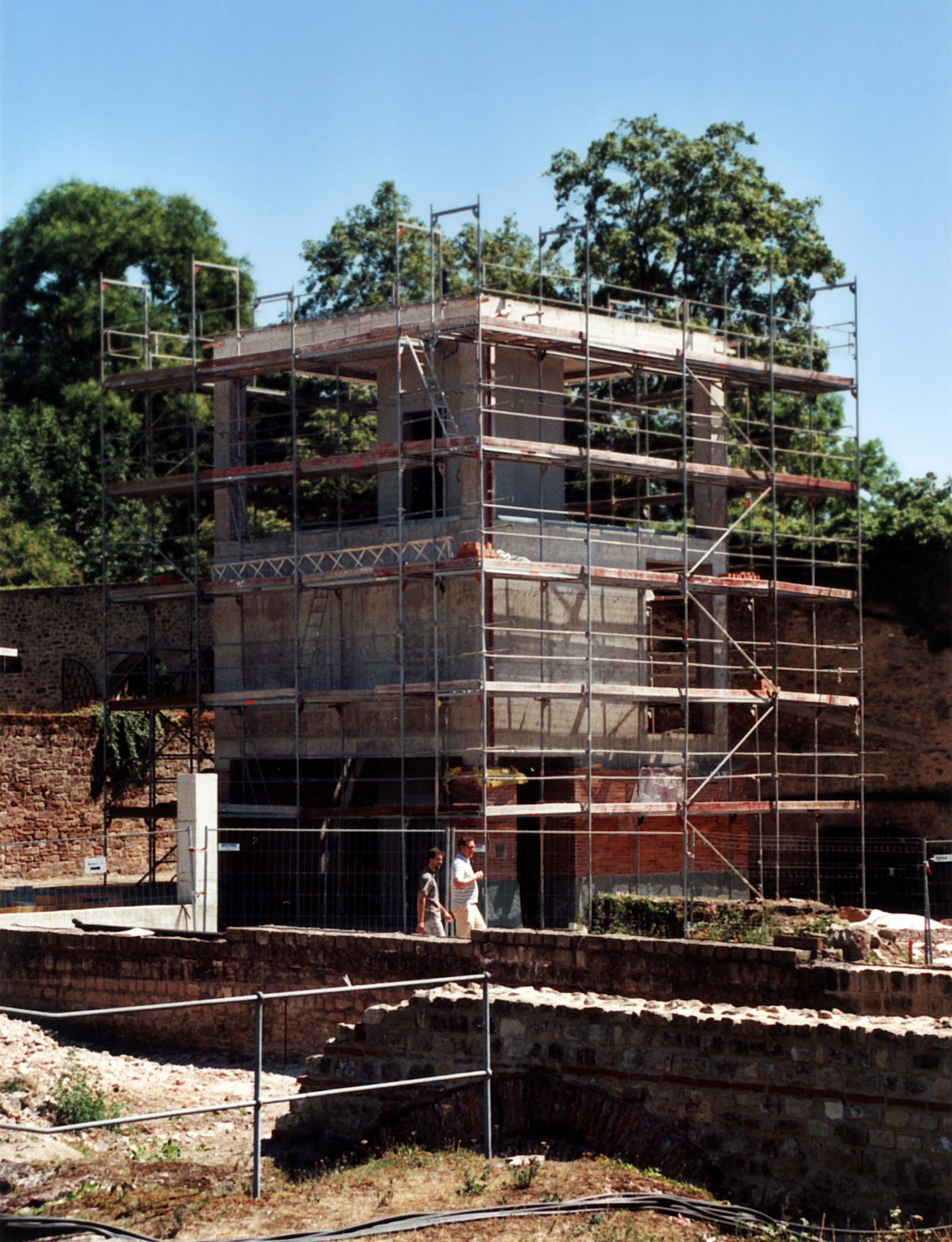
In einer archäologisch sensiblen Zone am unmittelbaren Nordrand des Militärbades wurde 2006 ein Aussichtsturm für den neuen Eingangsbereich errichtet (Zustand 2006).

Die Ruinen der bereits während der Antike zur Reiterkaserne umgebauten Thermen sind seit dem Ende der römischen Herrschaft weithin sichtbar geblieben. Lange Zeit blieb das Gelände um die Baureste zumeist unbebaut, was diesen Effekt verstärkte. Der innere Bereich der Therme scheint jedoch schon früh eine Ausnahme gebildet zu haben und wurde möglicherweise bereits im 6. Jahrhundert als Burg genutzt. Mit der Errichtung der mittelalterlichen Stadtmauer unter Erzbischof Bruno von Lauffen (1102–1124) wurde die Ruine zur südöstlichen Eckbastion und ein Stadttor installiert. Seit dem Ende des 13. Jahrhunderts wird der Name dieser Burg unter anderem als vetus castellum und Alteburg überliefert. Durch diese Umfunktionierung blieb der Kernbereich der Thermen bis heute erhalten. Alle anderen Bereiche fielen dem mittelalterlichen Steinraub zum Opfer. Mitten auf der Palaestra, im Bereich einer damaligen Siedlung, entstand um 1100 die Pfarrkirche St. Gervasius und 1295 öffnete die Klosterkirche St. Agneten auf der Nordecke der antiken Palaestra-Umbauung ihre Pforten. Mit dem Kloster entstanden auch Handwerker- und Wohnbauten auf dem Areal. Zu Beginn des 19. Jahrhunderts wurde die Alteburg als Bastion nicht mehr benötigt. Ihr Ende begann 1806 mit dem Abbruch eines Wachturms im Caldarium (Heißbad). Auf Staatskosten wurde ab 1816 damit begonnen, dieses Caldarium freizulegen.
1907 schlug der Verband der Steine- und Erden-Industrie vor, die Kaiserthermen wiederaufzubauen, um die vielfältigen Anwendungsmöglichkeiten des „neuen Baustoffs Zement“ vorzustellen. Diesem Ansinnen schlug heftiger Protest der Fachwelt entgegen, wobei immer noch diskutiert wurde, ob die Baureste einer Thermen-, Kirchen- oder Palastanlage zuzuschreiben seien. Diese Fragen konnten zwischen 1912 und 1914 mit Bewilligung umfangreicher Geldmittel im Zuge weiterer wichtiger Grabungen geklärt werden, wobei der Westteil aufgrund der dichten Bebauung nicht erschlossen werden konnte. Zu dem damaligen Forschungsprogramm zählten auch Studienreisen von Archäologen und Architekten in die Mittelmeerländer, um eine systematische Aufmessung und Erfassung antiker und frühmittelalterlicher Badeanlagen zu erarbeiten. Die 1929 veröffentlichte grundlegende Arbeit von Emil Krüger (1869–1954) und Daniel Krencker (1874–1941), die neben dieser Dokumentation auch die Grabungsergebnisse an den Kaiserthermen vorstellt, ist bis heute mustergültig. 1920 wurden die unterirdischen Bauteile der Öffentlichkeit zugänglich gemacht. Die Situation im Westteil der Therme änderte sich erst mit dem Zweiten Weltkrieg, als im Winter 1944/45 alle neuzeitlichen Bauten auf dem Thermengelände zerstört wurden. Daraus ergab sich die Möglichkeit, von 1960 bis 1966 unter der Leitung des Archäologen Wilhelm Reusch (1908–1995) ein 10.800 Quadratmeter großes Areal der westlichen antiken Insula (Wohnquartier) intensiv zu untersuchen. Anschließend wurde der gesamte Palaestra-Bereich aus dem Neubebauungskonzept herausgenommen und die römischen Fundamente leicht aufgemauert konserviert. Bewuchs, Salzimmission und Luftverschmutzung, aber auch der 1971 bis dicht an die Ruine herangeführte Verkehrskreisel, der eine massive Zunahme verkehrsbedingter Erschütterungen mit sich brachte, führten 1983/1984 zu einer mit erheblichen Geldmitteln durchgeführten Restaurierung und Sanierung des Caldariums. In diesem Zuge wurden auch die seit 1945 nicht beseitigten Kriegsschäden durch Artilleriebeschuss und Bomben beseitigt und eine materialgerechte Teilrekonstruktion der Ostapsis durchgeführt, die wesentlich zur Stabilisierung der Statik beigetragen hat. In diesem Fall hat die Rekonstruktion dazu beigetragen, auf störende Hilfskonstruktionen, Stützpfeiler oder Metallträger zu verzichten. Während der Sicherungsmaßnahmen 1983/1984 wurde auch der im Osten gelegene damalige Eingangsbereich verändert und die dort längst nicht mehr existierende mittelalterliche Stadtmauer wiederaufgebaut und bis nahe an die Therme herangeführt. Dadurch wurde jedoch das zur Reiterkaserne gehörende Militärbad, über das diese Mauer nun verläuft, optisch zerschnitten.
Für das antike Erbe Triers war der Bauforscher Arnold Tschira (1910–1969) von großer Bedeutung. Als Mitglied zahlreicher archäologischer und historischer Institutionen wie dem Deutschen Archäologischen Institut (DAI) und von dessen Trier-Kommission, erwarb er sich große Verdienste, den historisch einmaligen Bereich zwischen Dom und Kaiserthermen von allen Neubebauungsplänen nach dem Krieg freizuhalten. Erst politische Entscheidungsträger des 21. Jahrhunderts sind diesem Ansinnen der damaligen Fachwelt entgegengetreten. Erste reversible Eingriffe an den Thermen verursachten die seit 1998 in immer fester werdender Regelmäßigkeit durchgeführten Veranstaltungen, bei denen das Caldarium mit Zuschauertribünen und technischer Infrastruktur ausgestattet wird. Hauptsächlich aus diesem Grund wurde letztendlich zwischen 2006 und 2007 der bis dahin erhalten gebliebene antike nordöstliche Randbereich der Palaestra aufgegeben, um im Zuge einer 5,2 Millionen Euro teuren Baumaßnahme einen 169 Meter langen Baukörper als Eingangsbereich mit Aussichtsturm zu errichten.  Im Zuge der Bauarbeiten am Nordrand des Geländes wurden 2006 die Reste des kleinen Bades digital aufgenommen.

## Baubeschreibung und -geschichte

### Wohnbebauung

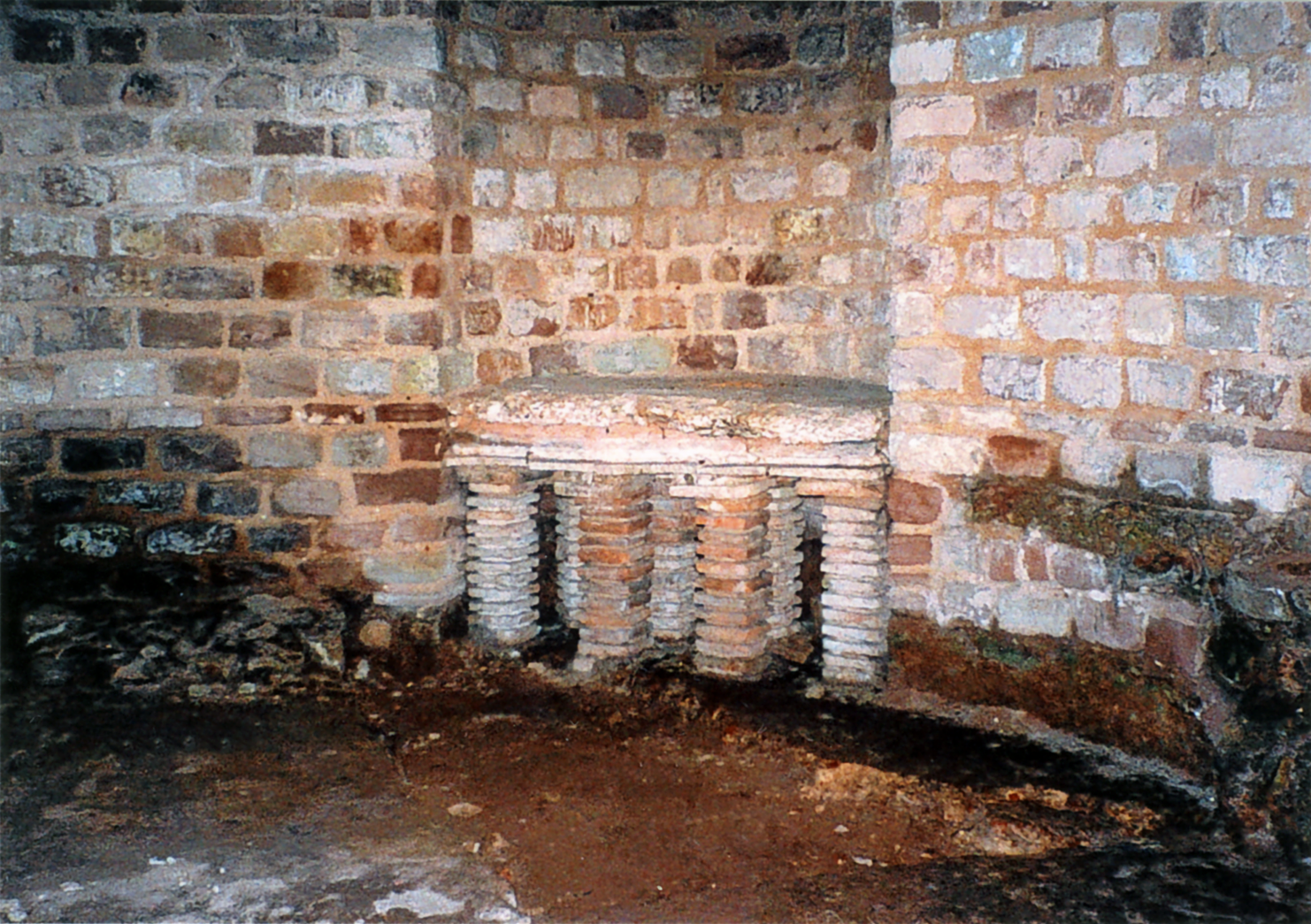
Vorthermenzeitlicher runder Baderaum mit Apsiden, der zu dem überbauten Peristylhaus gehörte (Zustand 2006).

Die vier Insulae, die der spätere Badepalast einnehmen sollte, waren bereits in früherer Zeit dicht bebaut worden. Die Straßenachsen, welche diese rechteckigen Insulae umschlossen, orientierten sich an dem ursprünglichen Gründungsplan der wahrscheinlich 16 v. Chr. gegründeten Stadt und waren südöstlich und nordöstlich orientiert. Der Dekumanus maximus, die südöstlich verlaufende Hauptstraße, die vom Standort der ersten Moselbrücke über die Mittelachse des Forums zu den vier Insulae führte, durchschnitt diese im ursprünglichen Planungsraster mittig, wobei die beiden östlichen nicht zum ursprünglichen Gründungsschema gehörten. Dies zeigen Untersuchungen am Unterbau der ältesten Straßen, die eine Diabasstickung aufwiesen. Die Bauten an der Hauptstraße – in deren Flucht am südwestlichen Ende das während der 2. Hälfte des 2. Jahrhunderts n. Chr. errichtete Amphitheater lag – waren repräsentativ und gehörten der städtischen Oberschicht.
Nur die nordwestliche der vier Insulae im Bereich der späteren Palaestra konnte bisher intensiv untersucht werden. Die ihr gegenüberliegende Insula, die später ebenfalls von der Palaestra überlagert wurde, wurde nur angeschnitten. Deutlich zeigte sich, dass auf den beiden Arealen, die – wie oben beschrieben – zum ursprünglichen Gründungsschema gehörten, allein während der Früh- und Mittelkaiserzeit mit vier Bauphasen gerechnet werden muss. Die ältesten Bauspuren wurden der Regierungszeit des Kaisers Claudius (41–54) zugeordnet. Die letzte Baustufe repräsentiert ein großes Peristylhaus, das die gesamte nordwestliche Insula einnahm. Neben dem Bad, das als Besonderheit eine kleine Rotunde mit vier zusätzlich eingerundeten Apsiden besitzt, waren auch viele andere Räume hypokaustiert. Der Bau besaß offene Innenhöfe, wobei der größte mindestens auf zwei Seiten von einer säulenbestandenen Wandelhalle umbaut war. Zwei der aus dem Bauwerk geborgenen Bodenmosaiken zeigten Darstellungen von Rennfahrern. Auf einem wird der Fahrer Polydus mit seinem Leitpferd Compressor gezeigt. Ein Vorteil des Bauplatzes lag auch in der guten Wasserversorgung durch Altbach und Herrenbrünnchen sowie durch die im  2. Jahrhundert n. Chr. errichtete Ruwerwasserleitung. Einige Bauteile der mittelkaiserzeitlichen Wohnbebauung wurden 1970 unterirdisch zugänglich gemacht.

### Thermenanlage

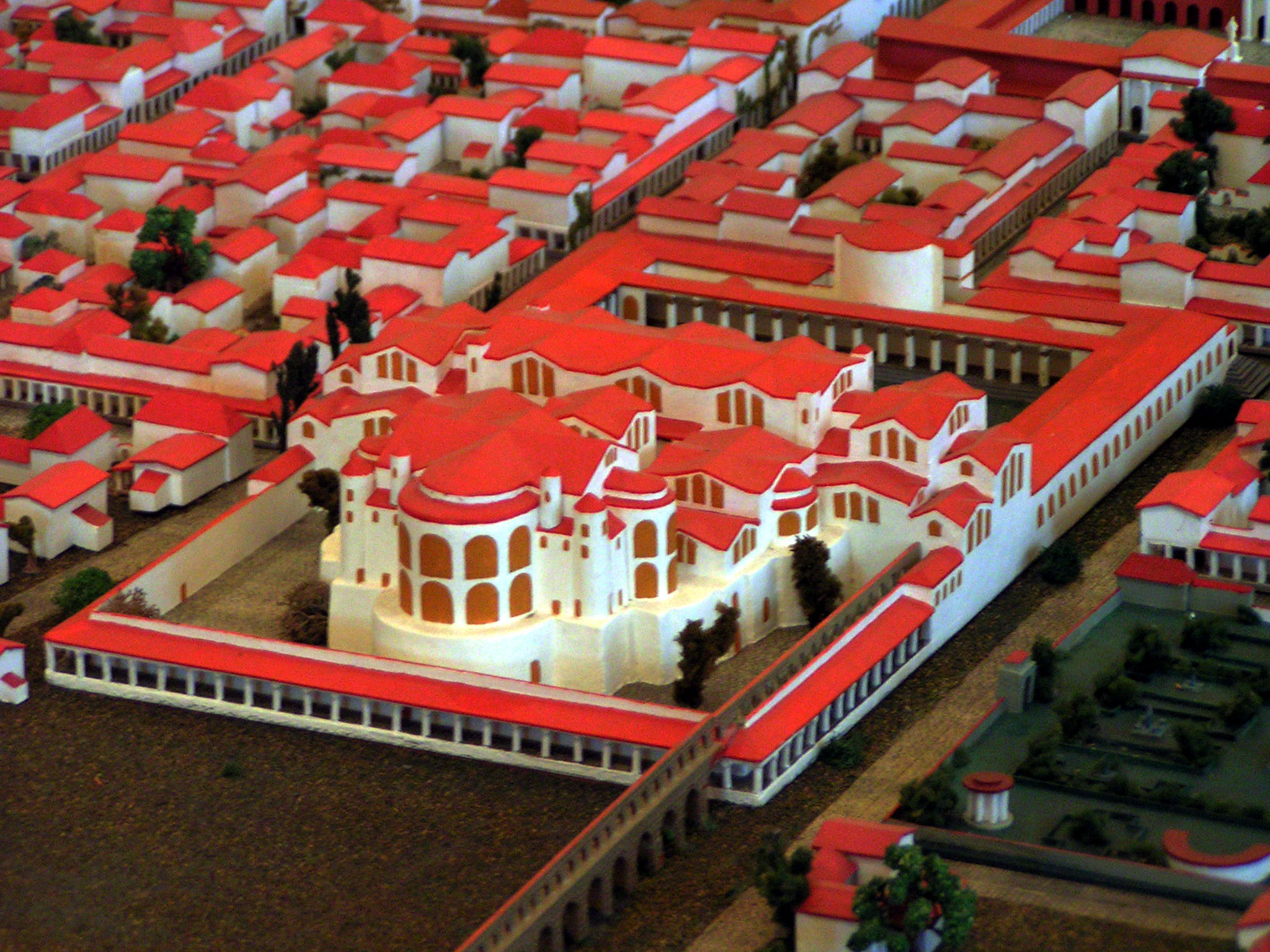
Ideale Rekonstruktion der nie vollendeten Kaiserthermen im 4. Jahrhundert n. Chr. (Stadtmodell im Landesmuseum Trier)

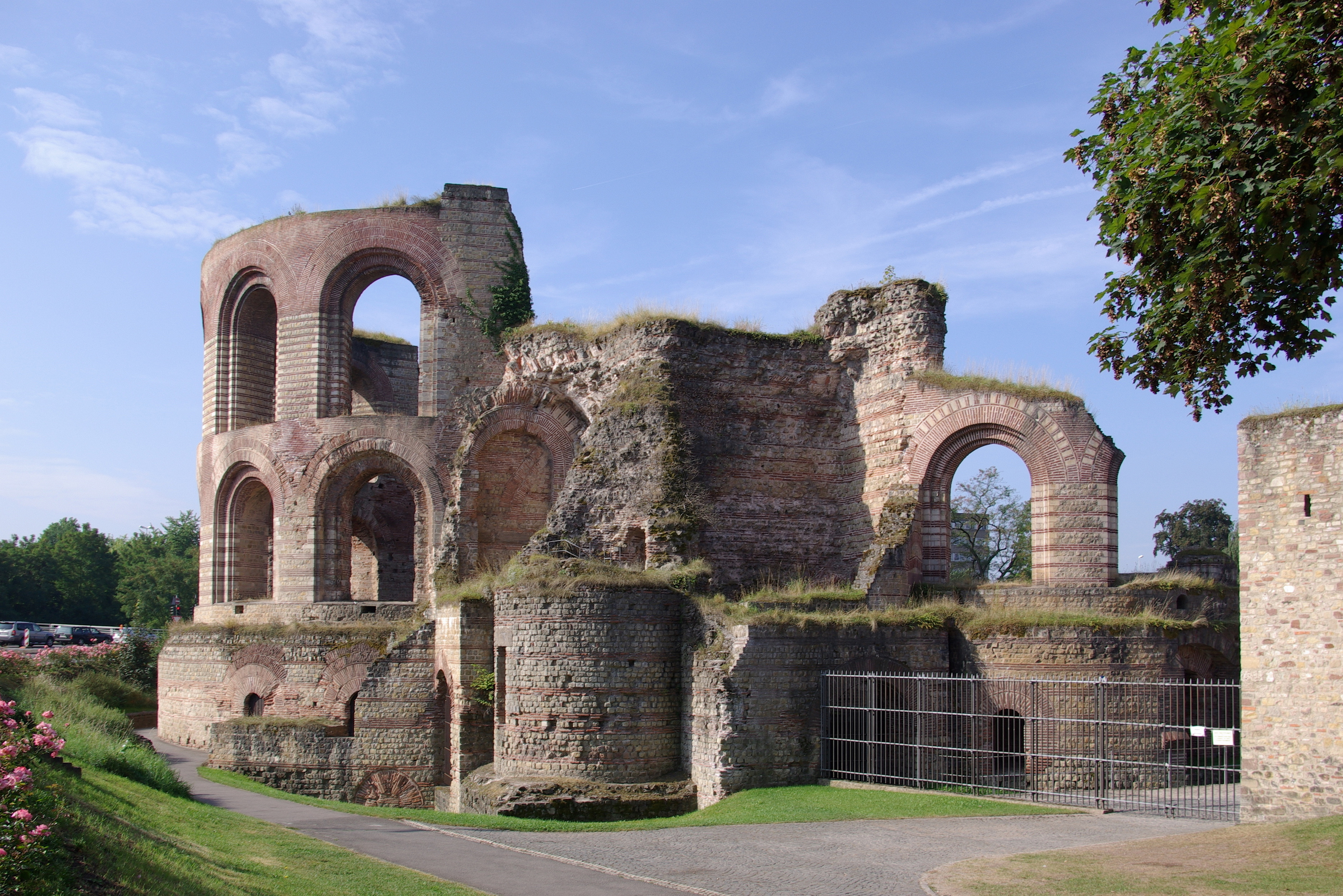
Blick von Norden auf den 1993/1994 neu gestalteten Eingangsbereich: Zentralapsis (links) mit Treppenturm (Mitte), Seitenapsis und damals neu errichteter Stadtmauer (Zustand 2009)

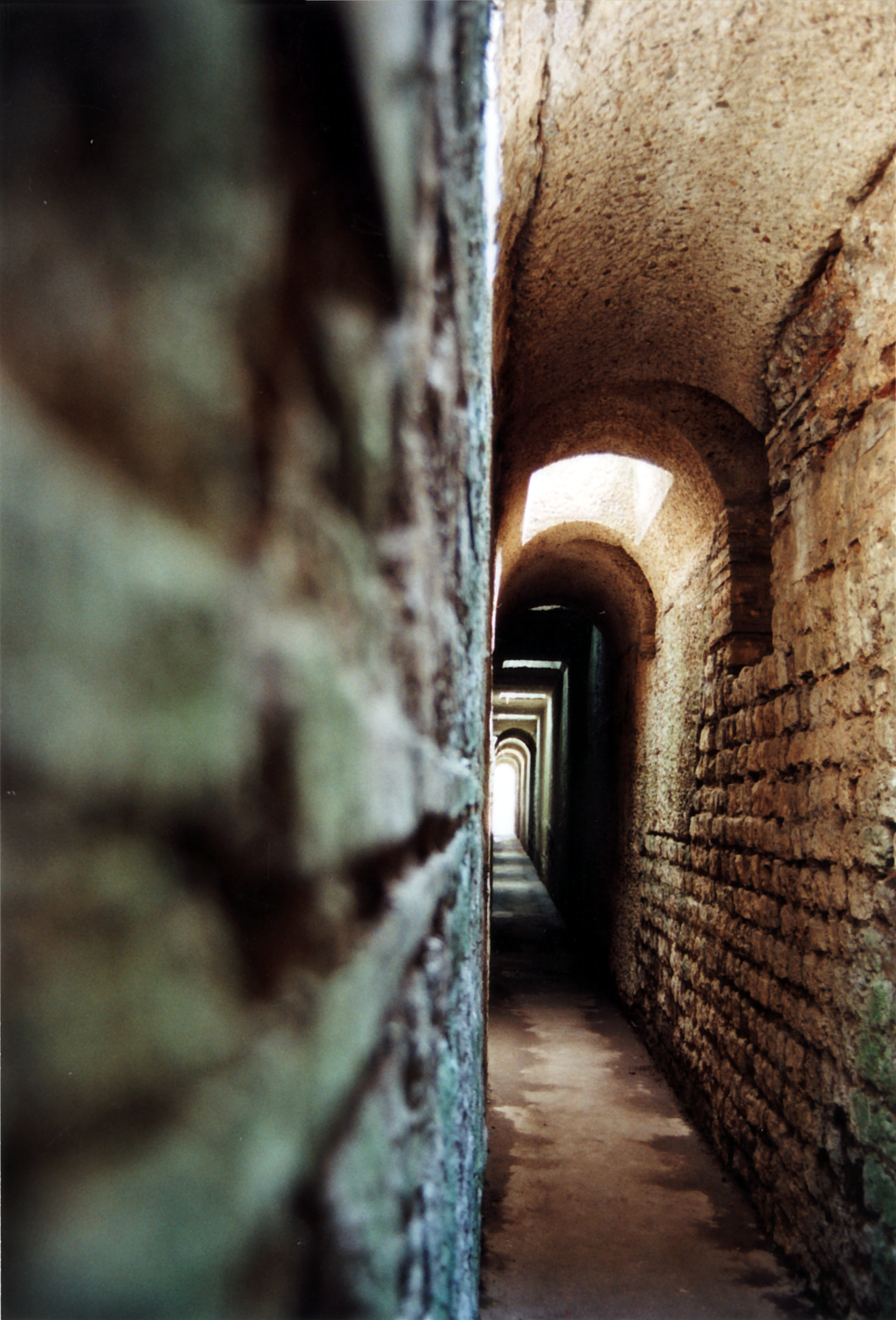
Einer der nie betriebenen unterirdischen Bedienungsgänge mit Lichtschacht (Zustand 2006)

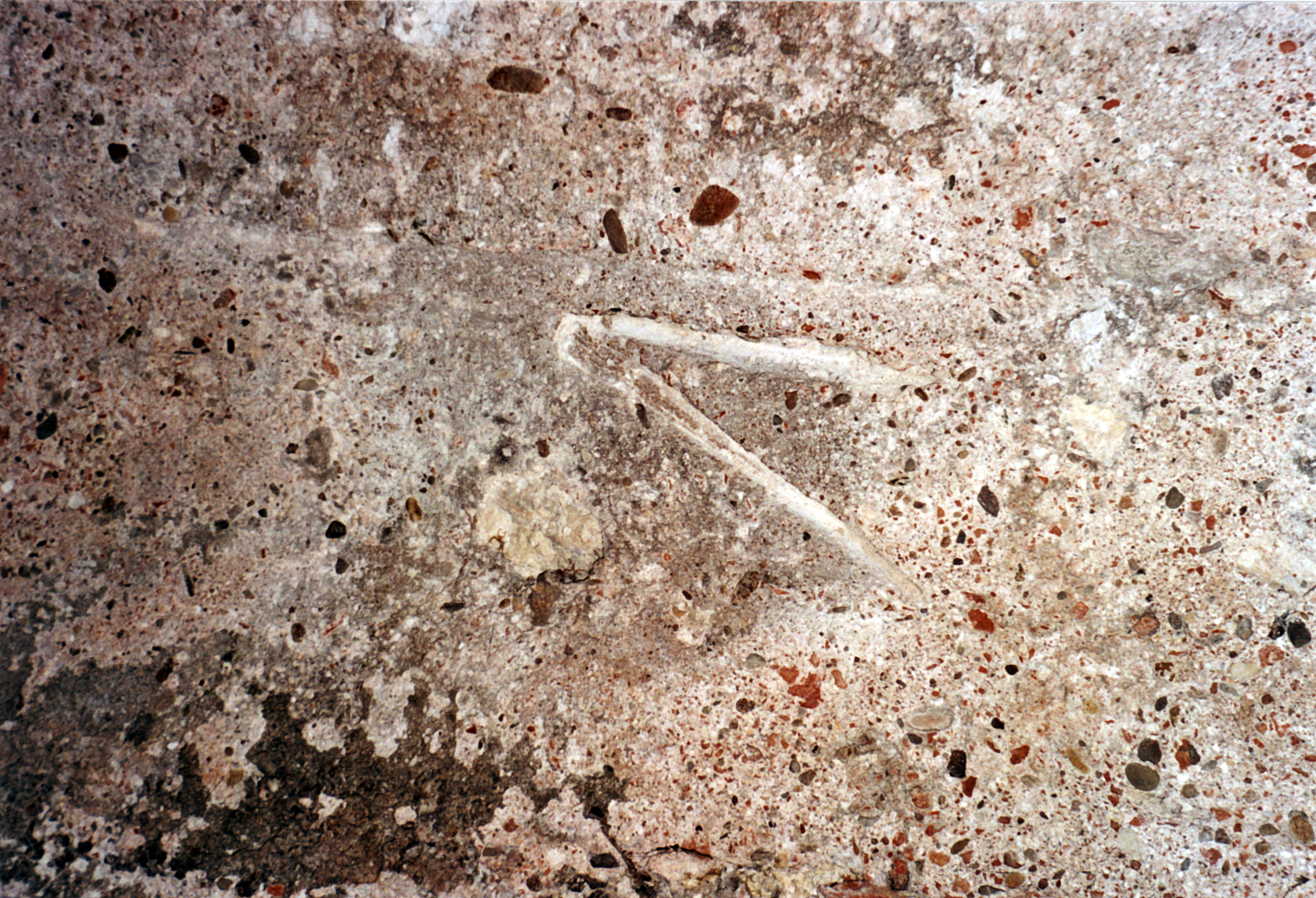
Einst verschalte Betondecke im unterirdischen Gangsystem mit dem Abdruck eines während des Gussvorgangs vergessenen Zirkels (Zustand 1983)

Der Baubeginn dieser für den öffentlichen Publikumsverkehr geplanten Therme lag noch vor 300 n. Chr. und sollte dem Repräsentationsanspruch des damaligen Caesar Constantius Chlorus und seines Sohnes und Nachfolgers Konstantin, die Augusta Treverorum (Trier) zu ihrer Residenz gemacht hatten, genügen. Das Bauareal wurde im Rahmen des römischen Straßenrasters südwestlich des kaiserlichen Palastbezirkes abgesteckt. Dessen Kernbezirk erstreckte sich zu dieser Zeit von der gleichfalls unter Constantius Chlorus errichteten Palastaula über insgesamt vier Insulae Richtung Südosten zum antiken Zirkus. Wie Baubefunde unter dem barocken Palastgarten und dem Rheinischen Landesmuseum vermuten lassen, gehörte auch dieser Bereich zum kaiserlichen Bezirk.
Die Bauausführung der außerordentlich massiv ausgeführten Badeanlage wurde sehr sorgfältig vorgenommen. Für heutige Besucher erscheint es oft widersinnig, dass das teilweise kunstvoll aufgeführte Mauerwerk der spätantiken Bauten letztendlich immer verputzt, bemalt und damit nicht mehr sichtbar wurde. Insbesondere im Bereich des Heißbades kann die Architektur noch über mehrere Stockwerke studiert werden. Lagen von sorgfältig zugerichteten Kalksteinquadern folgen in klarem Wechsel horizontal eingebrachte Ziegelbänder (Ziegeldurchschuss), wobei auch diese architektonisch interessanten Strukturen letztendlich die Schalung für den aus römischem Beton (Opus caementitium) gegossenen Mauerkern bilden. Viele der heute als optisch ansprechend betrachteten Baumaßnahmen dienten der Stabilität und waren unter anderem aus der Erfahrung in erdbebenbedrohten Regionen gewachsen. Alle für die Statik wichtigen Elemente waren in Ziegelmauerwerk ausgeführt, die Gewölbe der Versorgungskeller und Heizgänge auf hölzernen Lehren vergossen, die noch heute Abdrücke der Verschalung zeigen.
Der Baukörper bedeckt eine 250 × 145 Meter große Gesamtfläche und zeigt in einer gedachten Längsachse eine vollständig symmetrische Anordnung der Räume und Baukörper. Die Ausrichtung der Anlage entspricht nicht dem üblichen Bauschema, wie es der römische Architekten Vitruv beschrieben hat. Normalerweise sollten die Bereiche für die Heißbäder nach Süden oder Südwesten orientiert sein, wo große Fenster das Sonnenlicht einfangen konnten, um für ein Maximum an Wärme zu sorgen. Die Kaiserthermen weichen von diesem Schema ab. Das Caldarium mit seiner riesigen Zentralapsis, durch deren große Fenster das Licht eingefangen werden sollte, orientiert sich südöstlich. Vermutlich hängt diese konzeptionelle Änderung mit der damaligen städtebaulichen Planung zusammen.
Der westliche Abschluss der Badeanlage wird heute durch die Flucht der Weberbachstraße markiert. Mittig in der dort errichteten Fassade lag ein rund 20 Meter breiter, architektonisch reich gegliederter Portalbau mit drei Zugängen – der mittlere 4,60 Meter breit, die beiden flankierenden noch mit einer lichten Breite von 2,50 Metern. Dies war der antike Hauptzugang der Thermen. Nach Durchschreiten des Portals gelangte der Besucher in einen länglich-rechteckigen Raum, der in der Mitte seiner östlichen Längswand eine über 20 Meter breite halbrunde Apsis besaß, auf die der Blick der Eintretenden sofort fiel. Möglicherweise befand sich dort ein Nymphäum. Entlang eines Portikus, der die 20980 Quadratmeter große Palaestra im Westen, Norden und Süden umgab, betrat der Besucher die an den beiden Flanken des eigentlichen Bades untergebrachten Umkleideräume und Sanitäranlagen. Das Frigidarium (Kaltbad) wäre nach der Fertigstellung die größte freitragende Halle dieser Anlage geworden und hätte in seinen Ausmaßen der Konstantinbasilika kaum nachgestanden. In einigen der vielen Räume bestand unter anderem die Möglichkeit, zu schwitzen, sich zu ölen oder massieren zu lassen, einige waren mit Wannen ausgestattet. Die Wege, auf denen das Bad durchschritten werden musste, waren jedem Römer bekannt und unterlagen einem festen Schema. Neben dem Frigidarium war die Halle des Caldariums der imposanteste Badebereich. Zwischen diesen beiden Bereichen war ein kreisrunder Kuppelraum angeordnet, der als Tepidarium (Laubad) angesprochen wird. Der Durchmesser seiner aus Opus Caementitium bestehende Kuppel betrug 16,45 Meter.
Zur Infrastruktur des Bades, die der antike Besucher nicht betreten konnte, gehörten unter anderem Treppentürme, die zum Dach führten, und Heizräume (Praefurnia), in denen die Warmwasserkessel für die Fußboden- und Wandheizungen stehen sollten. Ein weitverzweigtes unterirdisches System von Bedienungsgängen, das keinerlei Verbindungswege zur eigentlichen Badeanlage besaß, sollte den ungestörten Badebetrieb garantieren. Von hier aus wurden unter anderem die Praefurnia bedient. Im Bereich unterhalb der Palaestra dienten Lichtschächte in den gegossenen Gewölbedecken als spärliche Beleuchtung. Das stark verzweigte Gangsystem unterhalb der eigentlichen Thermen besaß keine solchen Sichthilfen. Hier musste auf künstliche Beleuchtung zurückgegriffen werden. Einige der Bedienungsgänge waren zweigeschossig geplant. Hier sollten unter dem eigentlichen Gang die Abwässer aus dem Thermenbereich in einen Hauptkanal geleitet werden, der zur Mosel hin führte. Analysen haben gezeigt, dass diese doppelgeschossigen Anlagen nie fertiggestellt worden sind. Die Kellergänge zeigen auch Planänderungen, da einige nachträglich vermauert wurden.

### Kaserne
Anhand des Ausbauzustandes der unterirdischen Gänge und der nicht eingebauten Versorgungsinfrastruktur stellte die Bauforschung fest, dass die Innenausstattung und technische Ausstattung der Thermen nie vollendet und somit der Badebetrieb entweder überhaupt nicht oder allenfalls in sehr bescheidenem Umfang aufgenommen wurde. Mutmaßlich seit 316 n. Chr. ruhten die Arbeiten. In diesem Jahr brach der Konflikt um die Alleinherrschaft zwischen Konstantin dem Großen und seinem Mitkaiser Licinius aus. Konstantin hielt sich in der Folge zumeist auf dem Balkan auf und verlegte nach dem Sieg über Licinius (324 n. Chr.) seine Residenz in das alte Byzanz, das er am 11. Mai 330 n. Chr. – während dort viele neue Bauprojekte noch in Arbeit waren – als Constantinopolis einweihte.
Der Rohbau der Kaiserthermen, dessen westlicher Bereich wohl nicht über die Grundmauern fertig geworden war, blieb in den kommenden Jahrzehnten ungenutzt und begann zu verfallen. Erst während der Regierungszeit des Kaisers Gratian (375–383) – der Trier wie bereits sein Vater Valentinian I. erneut als Residenzstadt gewählt hatte – und nach dessen Ermordung unter seinem Bruder Valentinian II. (375–392) begann eine Umnutzung zur Garnison für die scholares, die berittene kaiserliche Leibgarde. Die riesige freitragende Halle des geplanten Frigidariums wurde abgerissen und die unterirdischen Anlagen im Westteil des Gebäudes zugeschüttet. Übrig blieben das ehemalige Caldarium mit seinen drei Apsiden und einige westlich liegenden Strukturen, zu denen zwei sich gegenüberliegende große rechteckige Räume und die dazwischen liegende Rotunde des Tepidariums gehörten, die nun den Eingangsbereich der improvisierten Principia (Stabsgebäude) bildete. Im Rahmen des Kasernenbetriebes wurde das Caldarium möglicherweise als Fahnenheiligtum und Exerzierhalle genutzt. In den großen Hallen der römischen Militärlager wurden auch kultische Handlungen vorgenommen und Recht gesprochen. Wie üblich gehörte zu einer römischen Garnison auch ein Militärbad, das westlich des ehemaligen Caldariums entstand. Die Soldaten waren in normierten Unterkünften (Contubernia) untergebracht, die größtenteils über den Fundamenten der geplanten Umbauung der Palaestra errichtet worden waren. Das so entstandene geschlossene Karree wurde auf allen vier Seiten von einem Porticus umsäumt. Der monumental gestaltete Zugang zur Kaserne entstand etwas versetzt zum ursprünglich geplanten Thermeneingang am westlich abschließenden Bauriegel der Palaestra. Er besaß zur Straßenseite hin mit seinen drei Durchgängen eine triumphpfortenartiges Erscheinungsbild. An seinen beiden Flanken schloss sich ein weiterer Portikus an. Den östlichen Abschluss der Kaserne bildete eine massive Wehrmauer, die in einem Halbkreis von der Südecke des Militärbads um das Caldarium herumführte und dabei einen Zwischenraum von über 20 Metern einschloss.
Das kleine Bad besitzt ein vorgelagertes kleines Peristyl mit Zisterne und gehört dem Reihentypus an. Im Gegensatz zu den Kaiserthermen war diese Anlage in Betrieb. Der länglich-rechteckige Raum, der nördlich an den Säulenhof anschloss, könnte als Umkleideraum (Apodyterium) gedient haben. Anschließend kam der Besucher in das Frigidarium, das als einziger Raum nach Südwesten eine halbrunde Apsis mit Kaltwasserwanne besaß. Auch auf der gegenüberliegenden Seite konnte im Kaltbadebereich eine Wanne festgestellt werden. Anschließend betrat der Badende das Tepidarium, das eine eigene Heizstelle an der Südwestseite besaß. Der letzte Raum war das Caldarium, dessen Praefurnium ebenfalls südwestlich eingerichtet war und das seine größte Hitze direkt an die hinter der Mauer liegende Heißwasserwanne abgeben konnte. In östlicher Richtung besaß das Caldarium eine rechteckige Mauernische, in der sich ebenfalls eine Wanne befand.

### Nachrömische Entwicklung

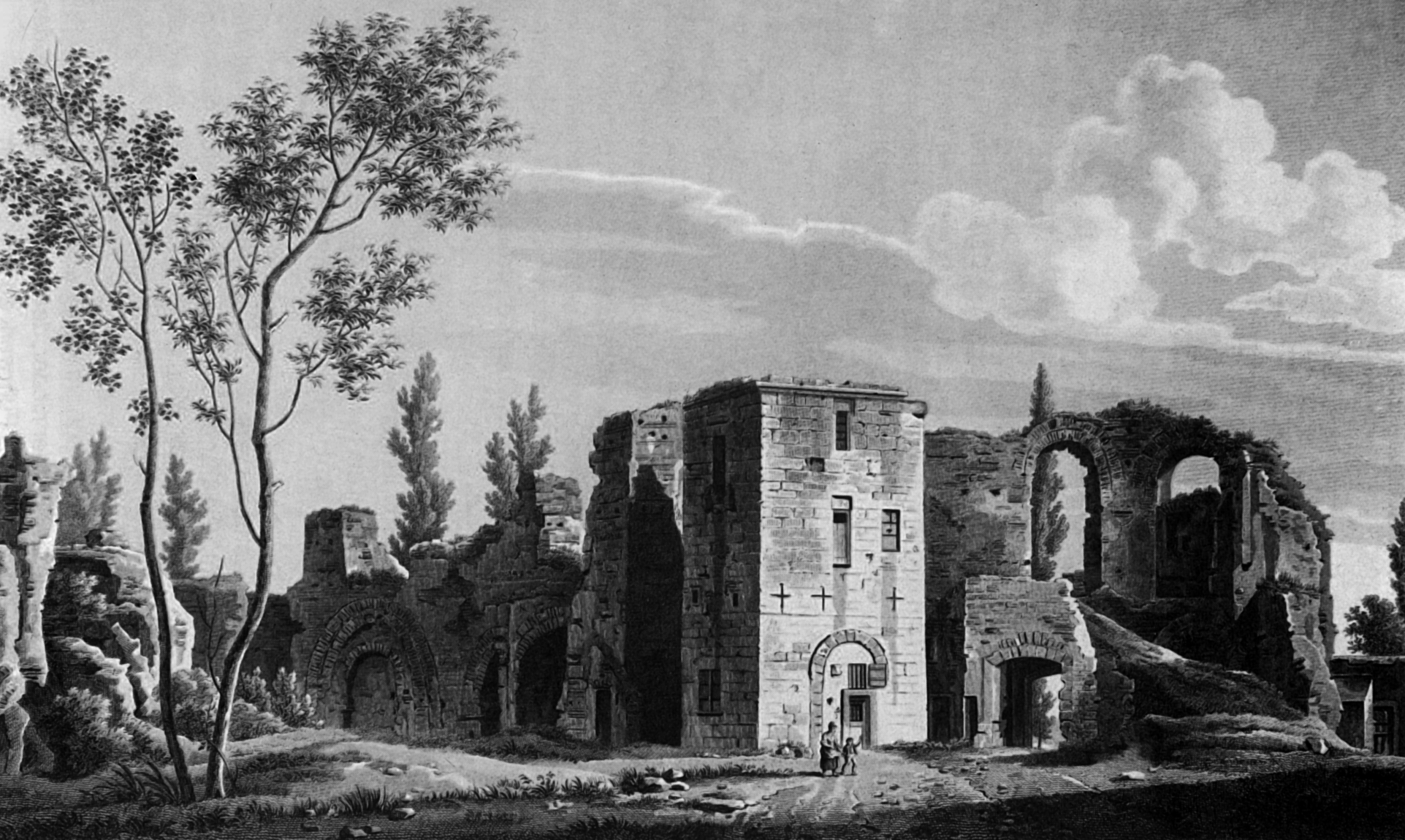
Das Caldarium-Innere mit dem 1806 abgebrochenen Wachturm (um 1800).

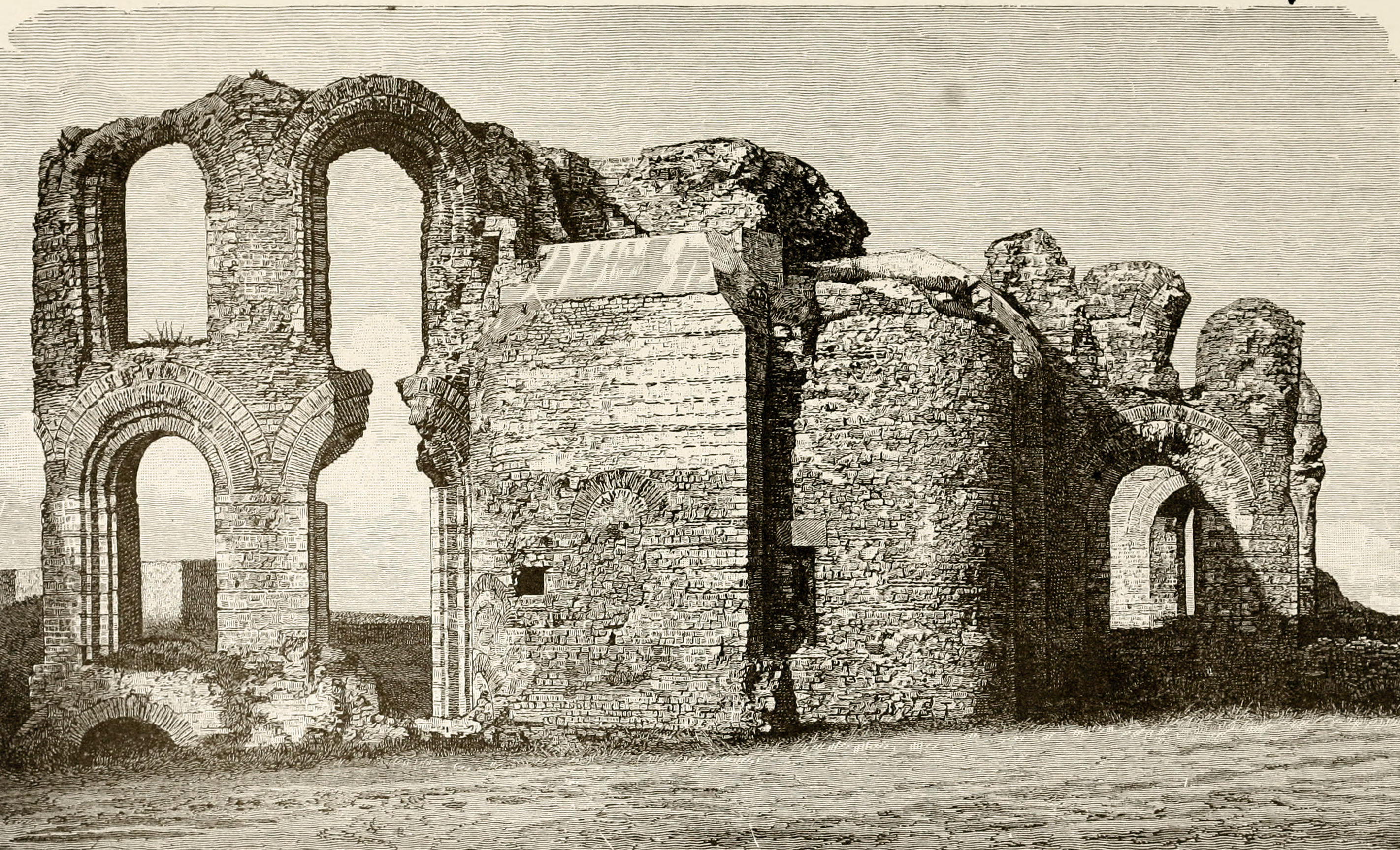
1905 veröffentlichte Zeichnung. Der Zeichner hat die zur Ausgrabung hin sichernden Prellsteine mit Metallstangen fortgelassen

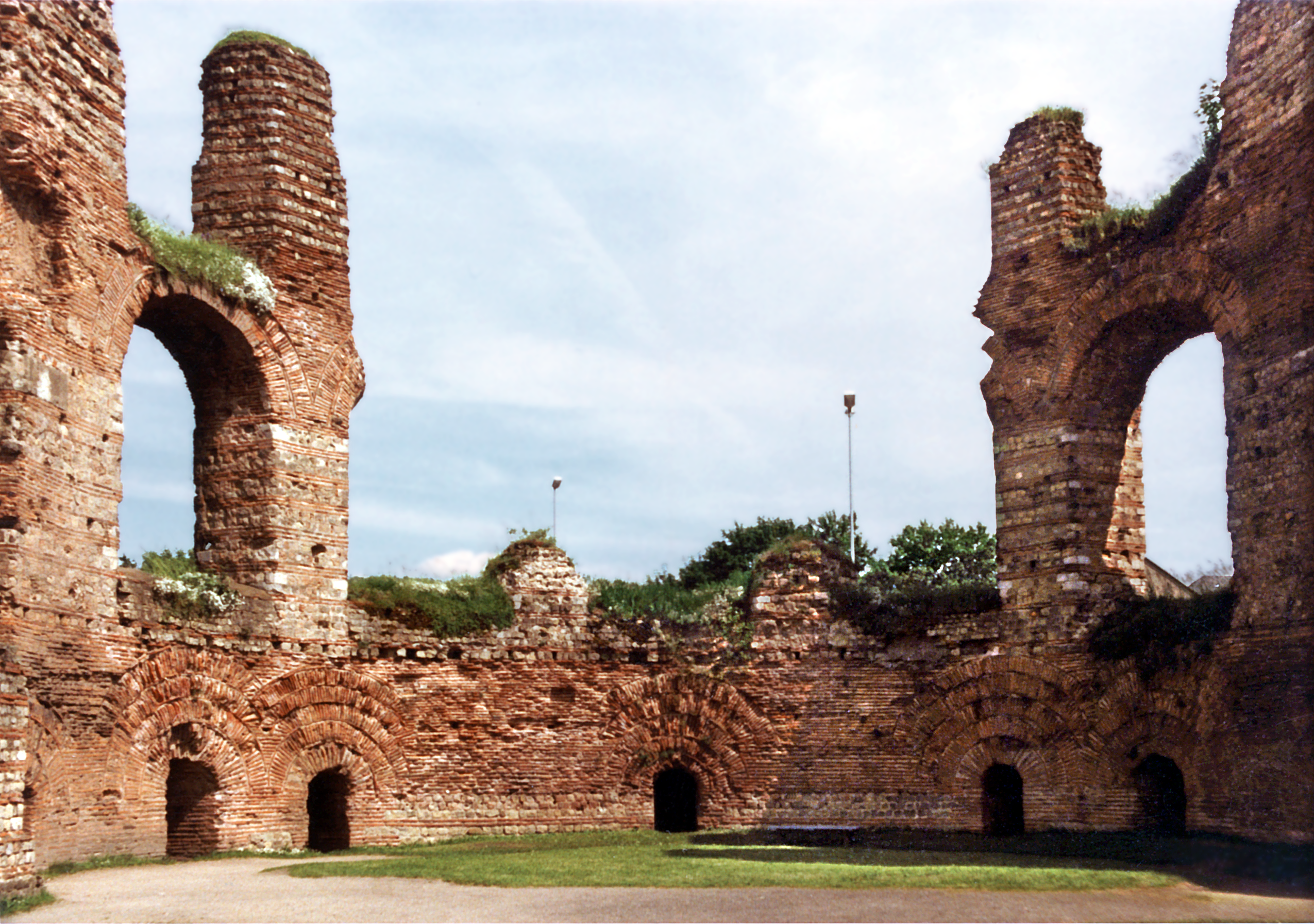
Die große Apsis 1983 vor der den Bau stabilisierenden Teilrekonstruktion

Seit 392 war Trier nicht mehr Kaiserresidenz, und um das Jahr 400 wurde auch der Sitz der gallischen Prätorianerpräfektur von Trier nach Arles verlegt. Mit dem Abzug der römischen Verwaltung wurde die einst innerstädtische Kaserne wie einige andere Großbauten von der im 5. Jahrhundert stark schrumpfenden Bevölkerung zumindest teilweise weitergenutzt. In den Wirren der Völkerwanderungszeit war immer wieder mit Angriffen und Zerstörungen zu rechnen, bei denen die Menschen in den mächtigen Ruinen Zuflucht fanden. Als Hauptsiedlungsfläche und Kernzone für die im Frühmittelalter wieder expandierende Stadt entwickelte sich der Bereich um den Dom und die Liebfrauenkirche. Doch auch in der Militäranlage ist wohl schon im 6. Jahrhundert mit Siedlern zu rechnen, die den großen Innenhof bewohnbar machten und den Schutz einer Burg suchten, die möglicherweise schon damals im Bereich des Caldariums eingerichtet wurde. Die für eine Festung unbrauchbaren großen Fensteröffnungen wurden vermauert und durch kleine Schießscharten ersetzt. Noch später nahm ein Trierer Adelsgeschlecht diese Burg in Besitz und nannte sich nach diesem Wohnsitz „de Castello“. Auch andere Familienverbände suchten den Schutz mächtiger antiker Mauern und übernahmen die immer noch überlieferten antiken Namen ihrer Gebäude. So de Palatio, da sie im Bereich der konstantinischen Palastaula siedelten, oder de Horreo, da diese Familie ihren Stammsitz in den großen spätantiken Speicherbauten (Horrea) besaß. Geschlechter, die keine der begehrten Ruinen mehr in Besitz bringen konnten, kopierten bewusst den überall noch sichtbaren römischen Baustil, um sich standesgemäß in Szene setzen zu können. So entstand im 11. Jahrhundert auch der sogenannte Frankenturm. 1015 wurde das Castellum in der römischen Kaserne zerstört. Die Pfarrkirche im Zentrum der Siedlung an den Kaiserthermen, mitten auf der ehemaligen Palaestra, wurde erstmals 1101 erwähnt, war aber sicher älter. Sie war zunächst St. Germanus geweiht und wurde später als St. Gervasius bekannt. Mit ihrer Apsis orientierte sie sich genau an die Fluchtrichtung der Thermen – offensichtlich waren die antiken Mauerstrukturen der Kasernenbauten während der Errichtung noch erkennbar. Zu dieser Zeit war die Bevölkerung Triers wieder angestiegen, besaß aber immer noch nur noch einen Bruchteil der Einwohner während der römischen Kaiserzeit. Aufgrund des gesteigerten Sicherheitsdenkens wurde über eine neue Stadtmauer nachgedacht. Die inzwischen weitgehend zerfallenen antiken Stadtmauern waren viel zu weitläufig, als dass sie sinnvoll zu verteidigen gewesen wären. Daher musste zwischen 1102 und 1124 eine neue Stadtmauer erbaut werden, wobei die Kasernenruine zur südöstlichen Eckbastion umfunktioniert wurde. Außerdem installierte man ein Stadttor, das später Altport genannt wurde. Da das Gelände an der Therme durch den Schutt der verstürzten Gewölbe bis zur Höhe der unteren Fensterreihe des Caldariums angestiegen war, wurde dieses Tor durch das Südfenster der Südkonche geführt. In der Bastion residierte nun ein Burggraf als Inhaber des städtischen Militärkommandos. 1292 wurde eine Schwesterngemeinschaft mit der Betreuung der Pfarrgemeinde an der Alteburg beauftragt. Ihr Kloster entstand ebenfalls auf dem westlichen Palaestra-Gelände, das nun Engelsberg genannt wurde, und überlagerte dort die antiken Strukturen. Inzwischen dienten die Ruinen der Kaserne mit Ausnahme der für die Burg genötigten Bauteile als preiswerter Steinbruch für die stetig wachsende Bevölkerung.
1238 wird eine Dreifaltigkeitskapelle, die in der Hauptapsis des Caldariums eingerichtet worden war, erstmals erwähnt. Um 1470 erfuhr der Bau eine Erneuerung und fiel 1568 dem Kampf der Trierer Bürger gegen die Belagerungstruppen des Kurfürsten Jakob von Eltz zum Opfer. Noch im gleichen Jahr wurde ein Turm für die Torwächter in der südöstlichen Ecke des Caldariums angelegt. Die mittelalterliche Stadtmauer war zu dieser Zeit jedoch bereits zu einem großen Teil verfallen. Um dieselbe Zeit gab die Stadt ihre Burg in der römischen Reiterkaserne auf. Lediglich die Altport blieb als Stadtzugang erhalten, bis diese 1817 im Zuge der Freilegung des Caldariums geschlossen werden musste.

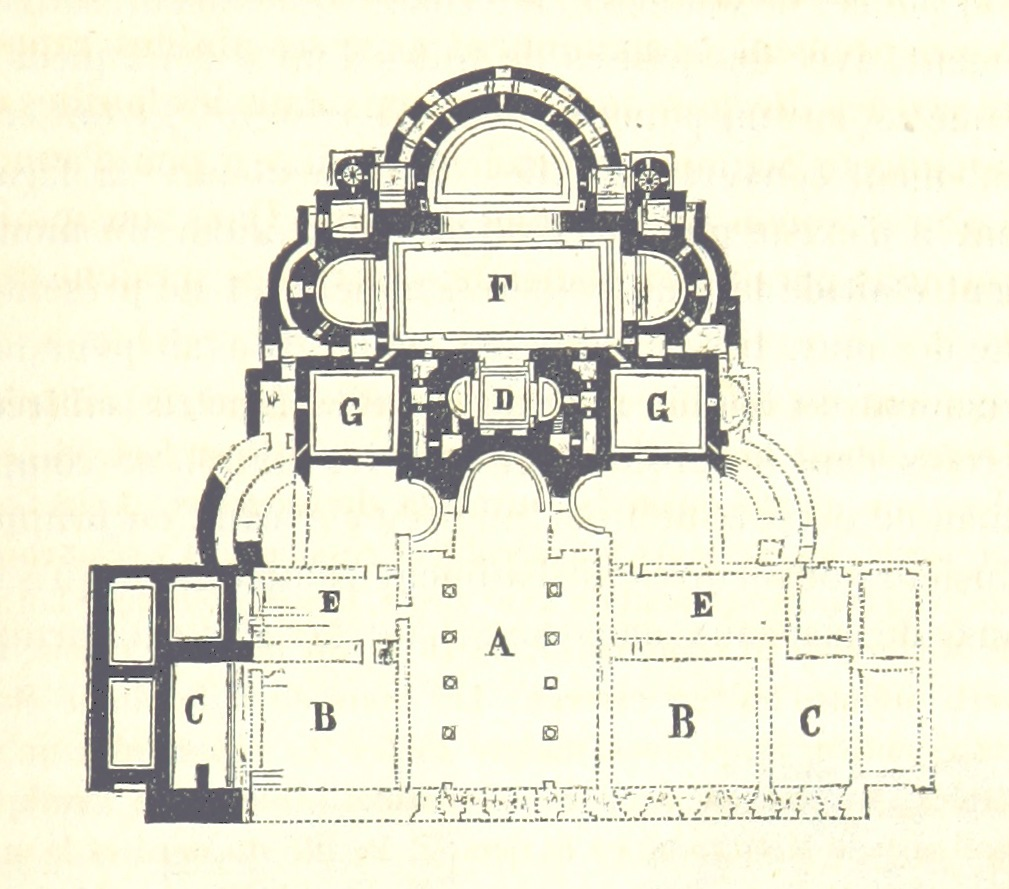
Grundriss
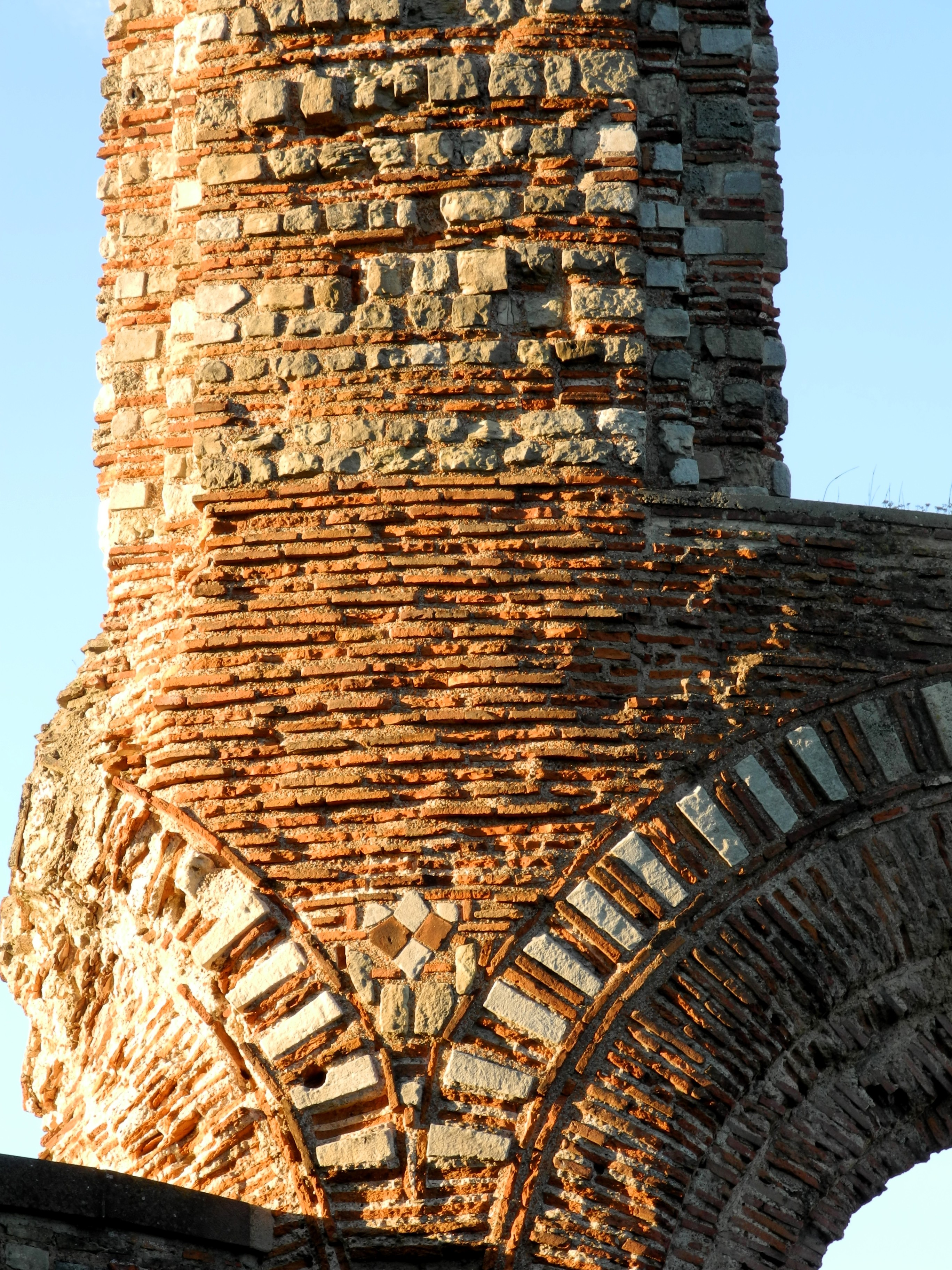
Baudetail an der großen Apsis
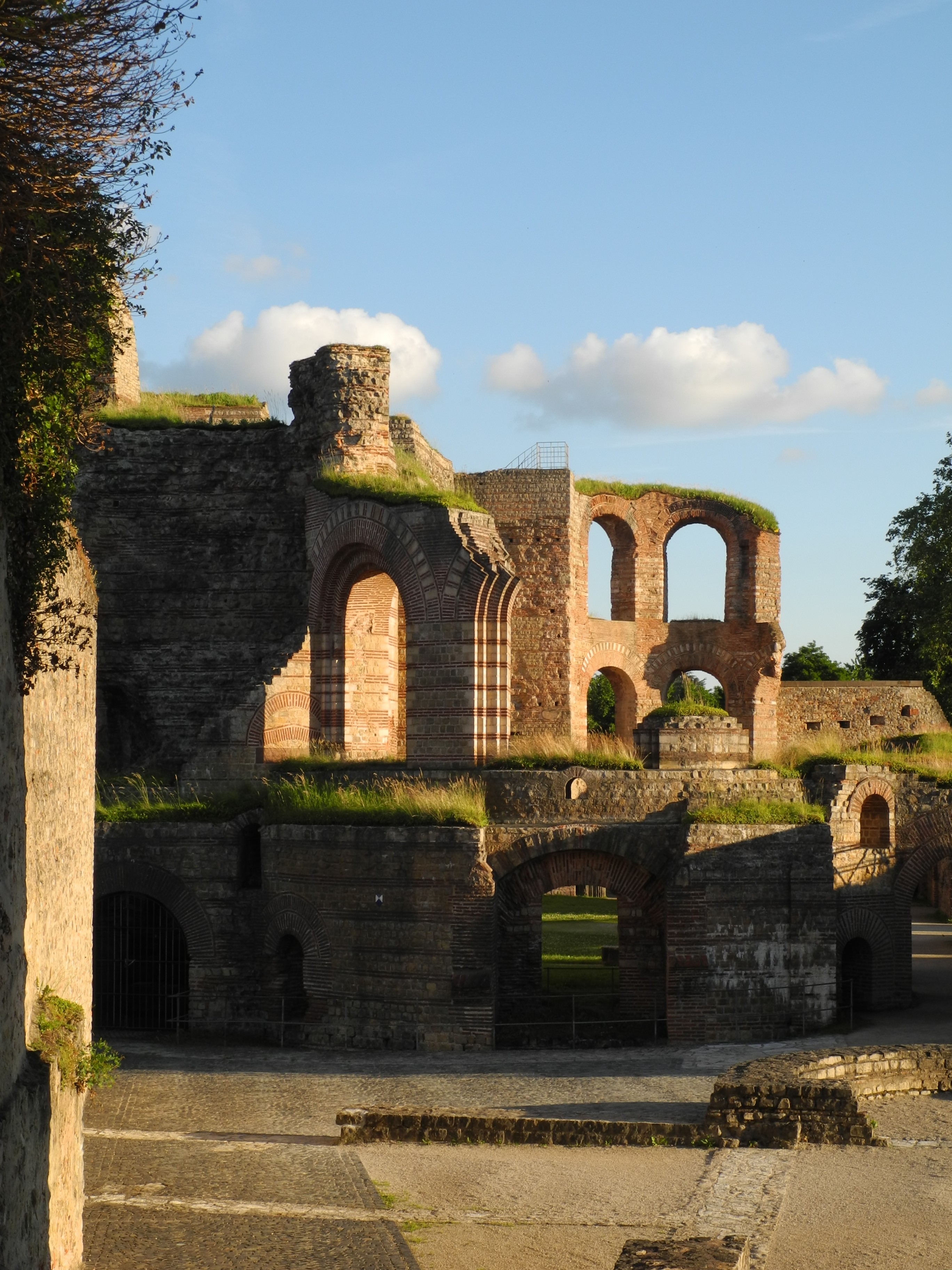
Blick über das Militärbad zur nördlichen Konche des Caldariums (Zustand 2012)
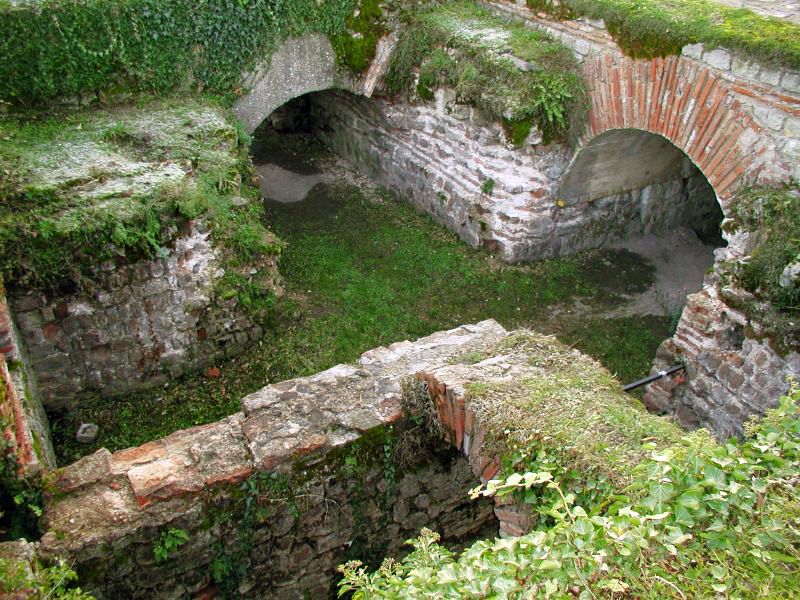
Aufgebrochene Gewölbe der unterirdischen Versorgungsanlage
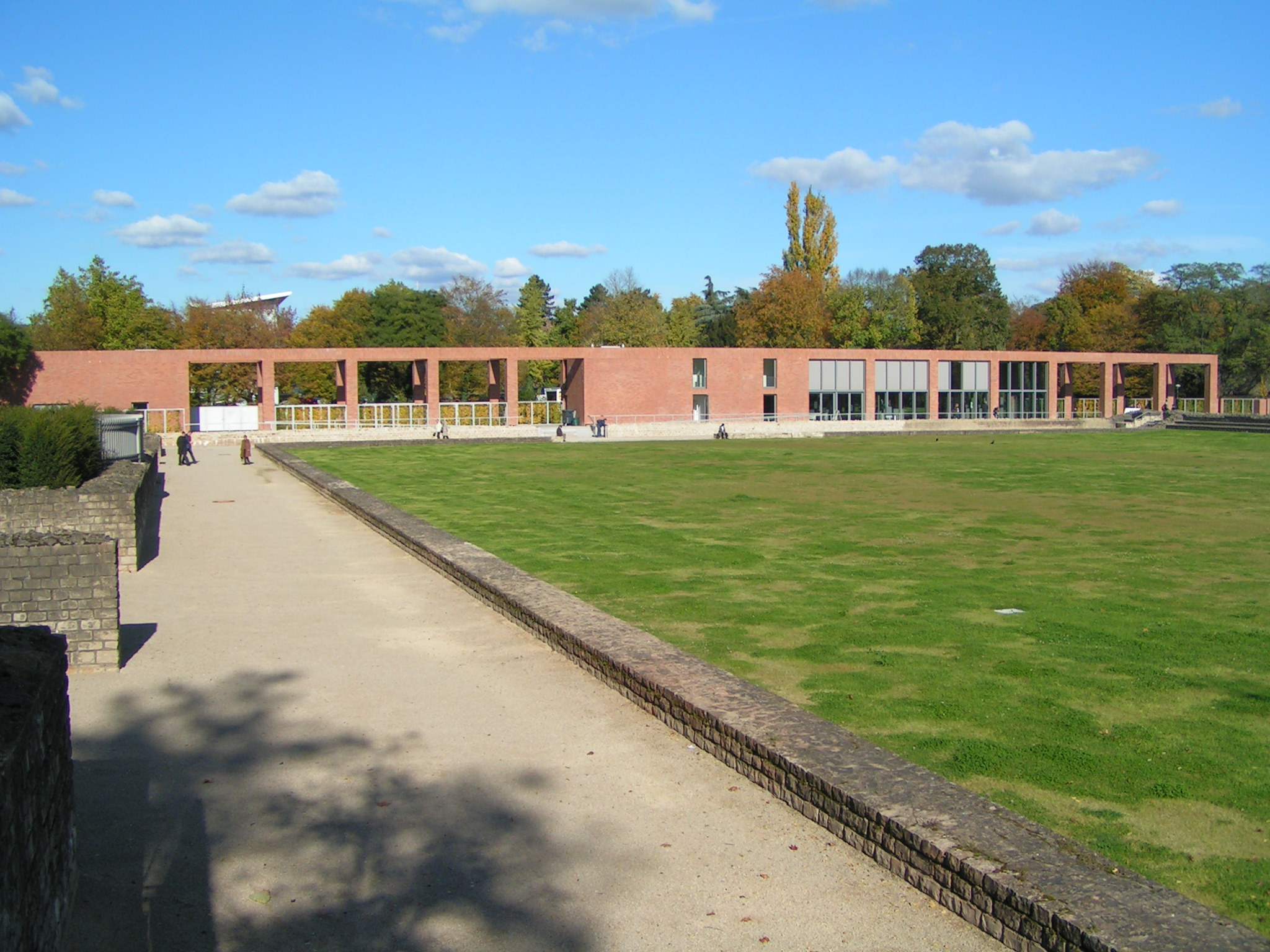
Der 169 Meter lange Eingangsbereich wurde auf römischen Fundamenten errichtet.
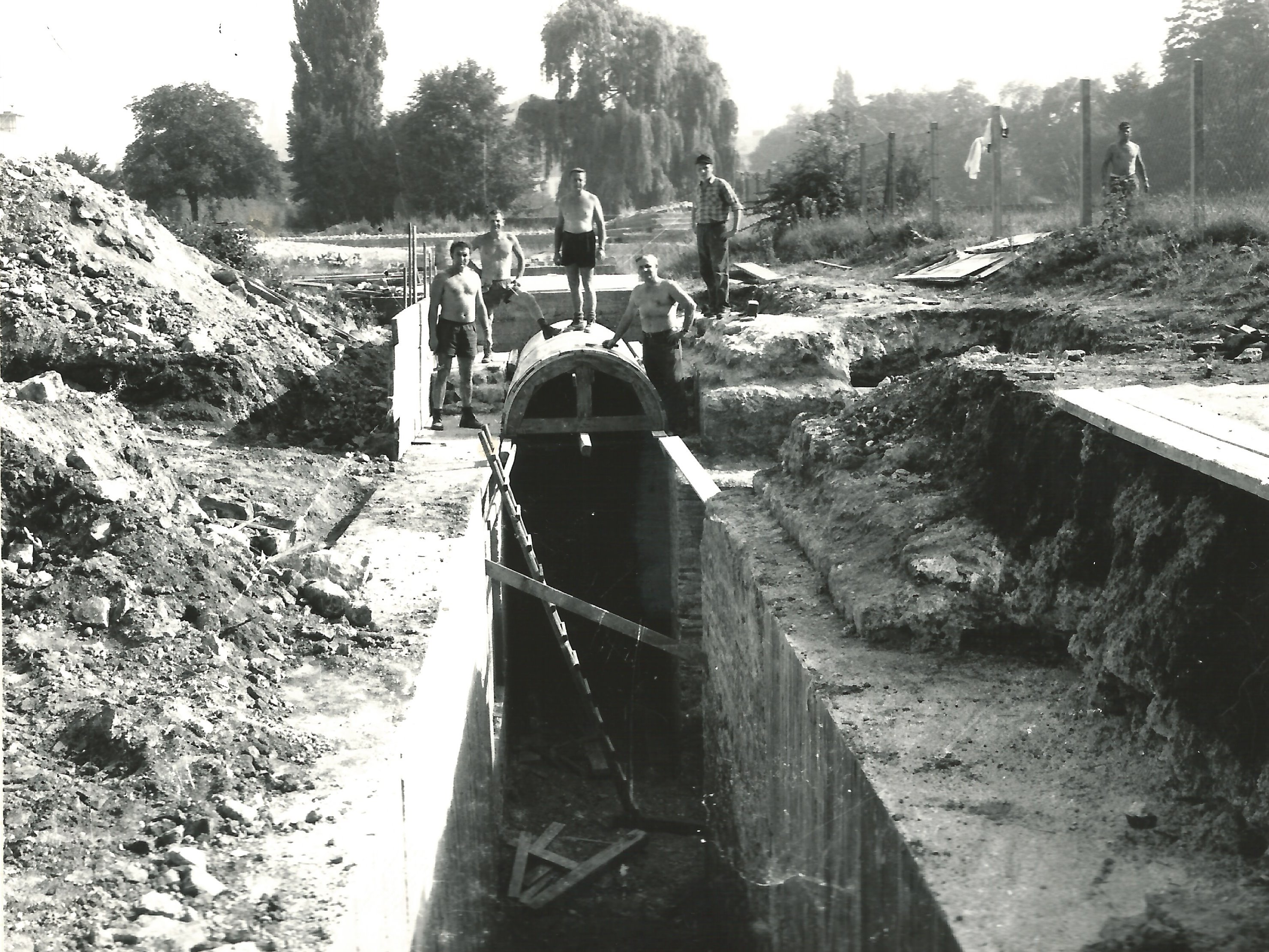
Gewölbe-Rekonstruktion in der Nachkriegszeit (undatiertes Archivfoto)
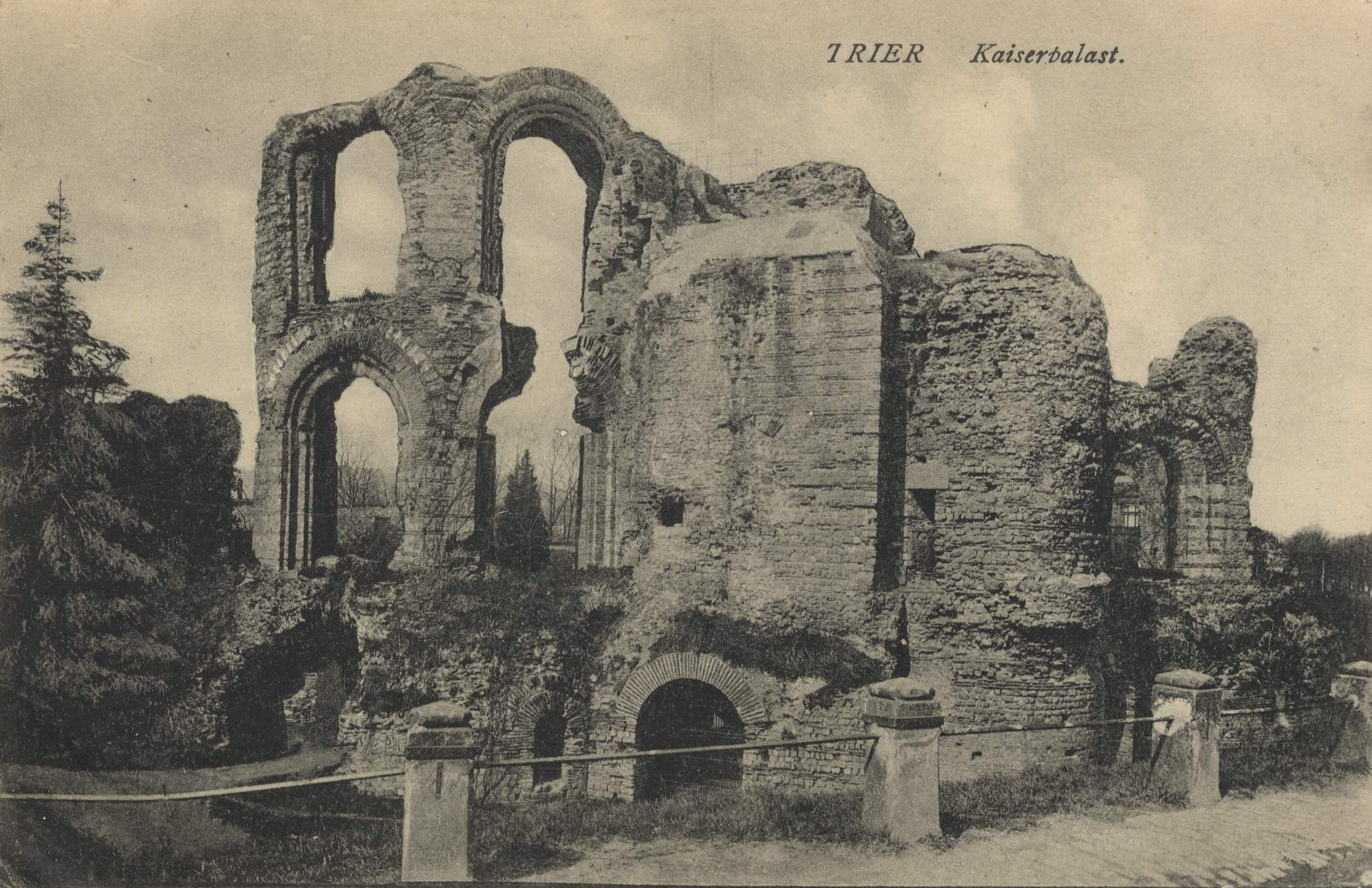
Zustand 1915

## Denkmalschutz
Die Kaiserthermen in Trier sind seit 1986 Teil des UNESCO-Welterbes. Außerdem ist die Anlage ein Kulturdenkmal nach dem Denkmalschutzgesetz des Landes Rheinland-Pfalz. Nachforschungen und gezieltes Sammeln von Funden sind genehmigungspflichtig. Zufallsfunde sind an die Denkmalbehörden zu melden.

## Museum

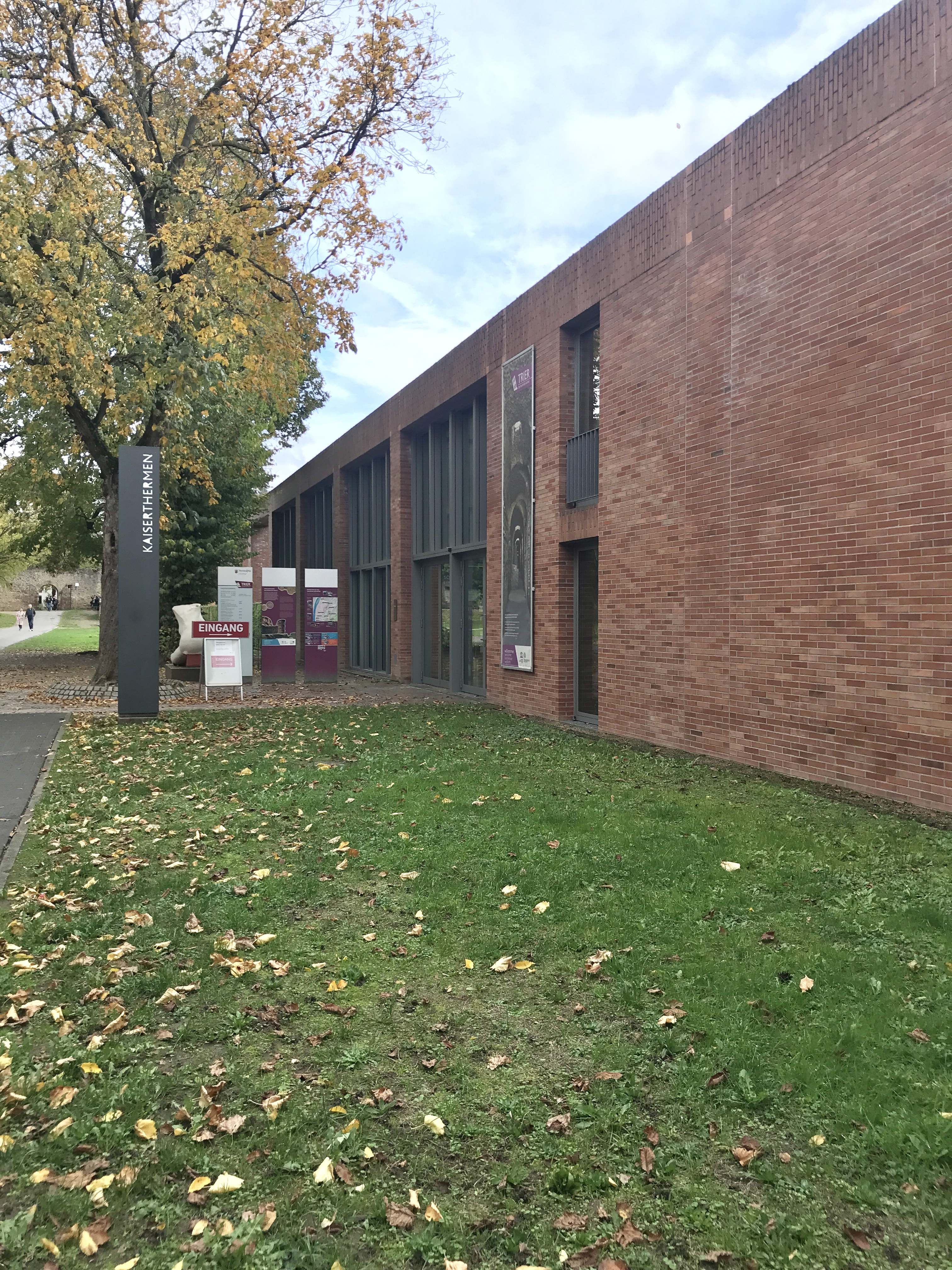
Museumseingang, Stand 2022.

Im Rahmen des UNESCO-Welterbes wurde ein linienförmiges Museumsgebäude durch den Architekt Oswald Mathias Ungers hinzugefügt. In diesem ist eine kleine Ausstellung und ein Videovorführraum in Endlosschleife untergebracht.